# Ōsakasayama

Ōsakasayama pe harta prefecturii Osaka

Ōsakasayama (大阪狭山市 Ōsakasayama-shi?) este un municipiu din Japonia, prefectura Osaka.